# 사지연장술

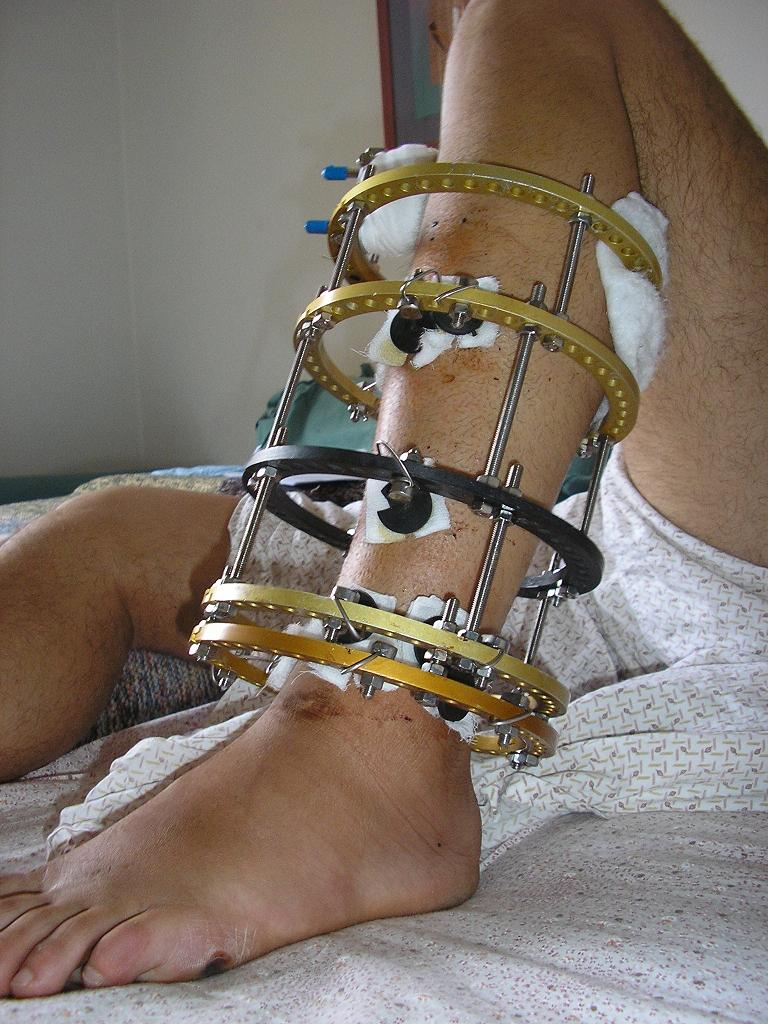

사지연장술(영어: Distraction osteogenesis)은 긴 뼈를 늘리는 수술로 가브릴 일리자로프가 개발한 일리자로프 수술 등의 기법이 있다. 감염 등의 부작용이 있으므로 수술이 필요한 왜소증이나 좌우 비대칭의 경우에만 받는 것이 좋다.

## 역사
이 수술은 1869년 Bernhard von Langenbeck에 의해 처음 제안되었으나, 임상적으로 이를 구현한 노력에 대한 최초의 출판물은 1905년에 알레산드로 코디빌라(Alessandro Codivilla)에 의해 작성되었다.